# Hadra webbi
Hadra webbi är en snäckart som först beskrevs av Henry Augustus Pilsbry 1900.  Hadra webbi ingår i släktet Hadra och familjen Camaenidae. Inga underarter finns listade i Catalogue of Life.